# 제52회 베를린 국제 영화제
제52회 베를린 국제 영화제는 2002년 2월 6일에 열린 시상식이다.

## 수상 및 후보

### 황금곰상
- 센과 치히로의 행방불명 - 미야자키 하야오 수상
- 블러디 선데이 - 폴 그린그래스 수상

### 은곰상:심사위원대상
- 그릴 포인트 - 안드레아스 드레센 수상

### 은곰상:심사위원상
- 브로어 민 - 얀스 욘손 수상

### 은곰상:감독상
- 월요일 아침 - 오타르 이오셀리아니 수상

### 은곰상:여자연기자상
- 몬스터 볼 - 할리 베리 수상

### 은곰상:남자연기자상
- 안전한 행동 - 자크 검블린 수상

### 은곰상:예술공헌상
- 8명의 여인들 - 까뜨린느 드뇌브 외 7명 수상

### 황금곰상:단편영화상
- 새벽녘 - 마틴 존스 수상

### 은곰상:영화음악상
- 안전한 행동 - 앙트완느 더하멜 수상

### 은곰상:알프레드 바우어상
- 바더 - 크리스토퍼 로스 수상

### 뉴탤런트상:남자연기자상
- 아이리스 - 휴 보네빌 수상

### 뉴탤런트상:여자연기자상
- 구름 아래 - 다니엘 홀 수상

### 테디상:폭스바겐 청중상
- 발레 워스 캔셀드 - 앤 와일드 수상

### 테디상:특별언급
- 샌드 모어 캔디 - 체칠리아 홀벡 트리에 외 1명 수상

### 테디상:심사위원상
- 딜리버리 데이 - 제인 매닝 수상

### 블루 엔젤상
- 작은 불행 - 아네트 K. 올레슨 수상